# Коваленко, Вячеслав Иванович
Вячеслав Иванович Коваленко (8 июня 1936, пос. Металлокомбината, Тульская область, РСФСР — 19 декабря 2010, Москва, Российская Федерация) — российский и советский геолог, академик РАН, специалист в области петрологии рудоносных магматических пород.

## Биография
В 1960 г. с отличием окончил геологический факультет Московского геологоразведочного института им. С. Орджоникидзе (МГРИ) с получением квалификации горного инженера-геолога по специальности «геология и разведка месторождений полезных ископаемых».
- 1960—1970 гг. — старший лаборант, младший научный сотрудник
- 1969—1970 гг. — старший научный сотрудник
- 1970—1976 гг. — заведующий лабораторией геохимии редких элементов в Институте геохимии Сибирского отделения АН СССР (г. Иркутск). Начиная с 1967 г. в — начальник отряда и заместитель начальника экспедиции по научным вопросам в полевых исследованиях Советско-Монгольской геологической экспедиции АН СССР и АН МНР
- 1975 г. — защитил докторскую диссертацию, которая была опубликована в виде монографии «Петрология и геохимия редкометальных гранитоидов» (1977) под редакцией А. В. Таусона.
- 1977—1985 гг. — старший научный сотрудник
- с 1985 г. — заведующий лабораторией рудоносных магматических процессов Института геологии рудных месторождений, петрографии, минералогии и геохимии АН СССР/РАН (ИГЕМ)
- 1990 г. — избран членом-корреспондентом АН СССР по отделению геологии, геофизики, геохимии и горных наук — ОГГГГН (петрология)
- 2000 г. — избран действительным членом РАН по Отделению геологии, геофизики, геохимии и горных наук (геохимия, минералогия, петрология).

Являлся членом Петрографического комитета при ОГГГН (с 1982 г.), членом Рабочей группы академического научного центра фундаментальных исследований природных ресурсов Центральной Азии Российской академии наук (РАН) и АН Монголии (с 1997 г.), заместителем научного руководителя одного из направлений в Государственной научно-технической программе (ГНТП) — «Глобальные изменения природной среды и климата», председателем Экспертного совета по наукам о Земле Российского фонда фундаментальных исследований — РФФИ (с 1999 г.), членом редколлегий журналов «Петрология», «Геотектоника», «Геохимия».
Автором и соавтором опубликованных в России и за рубежом более 500 научных работ, в том числе 19 книг.
Похоронен в Москве на Ясеневском кладбище.

## Научная деятельность
Сфера научных интересов ученого: геохимия и петрология рудоносного магматизма; общие и региональные петролого-геохимические проблемы связи магматизма и оруденения; размещение рудоносных магматических пород в геологических структурах и геодинамических обстановках; эволюция магматизма в геологической истории Земли; изотопные аспекты корообразующих процессов. Являлся одним из лидеров научной школы «Состав и источники рудообразующих магм и флюидов», которая развивала три ключевых исследовательских направления:
- разработка теории позднемагматического рудообразования,
- выявление эмпирических критериев рудоносных магматических пород, источников их магм в различных геодинамических обстановках,
- выявление состава рудоносных магм и флюидов и их физико-химических параметров.

Один из первооткрывателей редкометальных месторождений на территории Монголии. Обосновал существование новой Монгольской провинции редкометального оруденения. Результаты его исследований рудоносного магматизма являются составной частью открытия «Явление геохимической дифференциации и концентрации редких элементов», зарегистрированного в Государственном реестре СССР за № 304. Внес вклад в исследование процессов концентрирования рудных компонентов в магматических расплавах; предложил теорию формирования позднемагматических редкометальных месторождений, связанных с кислыми магматическими породами как механизм решения проблемы генезиса редкометального магматизма; предложил количественную оценку потенциальной рудоносности пород и применил её для металлогенического анализа территории Центральной Азии.

### Основные труды
- «Петрология и геохимия редких элементов щелочных и гранитных пород северо-восточной Тувы» (1970, соавтор Пополитов Э. И.),
- «Редкометальные гранитоиды Монголии (петрология, распределение редких элементов и генезис)» (1971, соавторы Кузьмин М. И., Зоненшайн Л. П., Горегляд А. В.),
- «Тектоника Монгольской Народной Республики» (1974; с соавт.),
- «Мезозойская и кайнозойская тектоника и магматизм Монголии» (1975 с соавт.),
- «Мезозойская структурно-магматическая и металлогеническая зональность восточной окраины Азии и её интерпретация с позиций новой глобальной тектоники» (1975, соавторы Зонен-шайн А. П., Кузьмин М. И., Салтыковский А. Я.),
- «Щелочные амфиболы редкометальных гранитоидов» (1977, соавторы Владыкин Н. В., Лапидес И. Л., Горегляд А. В.).,
- «Мезозойская тектоника и магматизм Восточной Азии» (1983),
- «Комплексы щелочных пород и карбонатитов Монголии» (1983, соавтор Самойлов B.C.),
- «Коэффициенты распределения редких элементов в магматических породах» (1984, соавторы Антипин B.C., Рябчиков И. Д.),
- «Эндогенные источники рудного вещества» (1987, с коллективом соавторов),
- «Магматические горные породы. Кислые магматические горные породы» (1987, с коллективом соавторов),
- «Магматические горные породы. Эволюция магматизма в истории Земли» (1987, с коллективом соавторов),
- «Рудоносность магматических ассоциаций» (1988, соавторы Руб М. Г., Осипов М. А. и др., отв. редакторы Коваленко В. И., Богатиков О. А.),
- «Однотипные магматические горные породы в истории Земли» (1989, с коллективом соавторов),
- «Карта геологических формаций Монгольской Народной Республики. Масштаб 1:1 500 000» (1989, с коллективом соавторов).

## Награды и звания
- 1970 — Медаль «В ознаменование 100-летия со дня рождения Владимира Ильича Ленина»
- 1973 — «В ознаменование 50-летия Монгольской Народной Республики»
- 1973 — «Найрамдал-Дружба» (МНР)
- 1981 — За работы по тектонике и магматизму Монголии ему присуждены Премия имени В. А. Обручева и Золотая медаль ВДНХ СССР.
- 1986 — Медаль «За трудовую доблесть»
- 1997 — Лауреат Государственной премии Российской Федерации за цикл трудов «Глубинная геодинамика»